# ピエロ・リアッティ
ピエロ・リアッティ（Piero Liatti、1962年3月7日 - ）は、イタリアビエッラ出身のラリードライバーである。ターマックを得意としている。

## 略歴
1991年ヨーロッパラリー選手権（ERC）のチャンピオンでもある。
ランチアで世界ラリー選手権 (WRC) にデビューしたのちに、所属していたARTチームが92年にランチアからスバルに切り替えた。1994年にスバルワークスがミシュランからピレリにタイヤを変更したことで、ピレリとスバルの双方を知り尽くしていた事と、カルロス・サインツの推薦で94年にワークス入り。1997年の開幕戦モンテカルロで、ワールドラリーカーの初優勝（インプレッサWRC）を記録しターマックラリー要員として出場した。1999年までに残留を希望したが、それも叶わずにスバルを後にした。
その後は2001年までに、フォード(2戦のみの契約)やヒュンダイへの移籍を繰り返していた。2003年と2004年は、プジョーでラリー・サンレモ一戦のみの出場を果たしたが、ポイントは得られずに終わりWRCからの引退を表明した。
引退後は、クラシックラリーに出場している。

## 人物
- ターマックラリーを中心に出場してきたが故に、ラリー・スウェーデンやラリー・フィンランドといった北欧ラリーやラリー・オーストラリアやラリー・ニュージーランドといったオセアニアのラリーはスキップしている。
- ミシェル・ムートンのコ・ドライバーであったファブリツィア・ポンス（英語版）とは相性が良い。